# Dan Olaru
Dan Olaru, född 11 november 1996, är en moldavisk bågskytt. Han deltog vid olympiska sommarspelen 2012 och 2020.